# Нара (рослина)
Ця стаття про рослину. Інші значення див. Нара (значення)
На́ра (Acanthosicyos horridus) —  вид рослин родини гарбузові.

## Назва
Назва «нара» походить з мови місцевих племен нама і дамара.

## Будова
Нара — кущ, гілки якого покриті парними колючками довжиною 2–3 см, її плоди формою нагадують диню і також покриті колючками. Нара не має листя, фотосинтез відбувається в зелених тканинах гілок, квітів та колючок. Зростаючи, кущ нари створює непроникну плутанину гілок біля метра заввишки і декілька метрів в ширину, довкола якої відразу починає накопичуватися пісок, що його несе вітром. Більша частина рослини внаслідок цього знаходиться під піском, як і коріння 30 см завтовшки і довжиною до 40 м, яким рослина дотягується до глибоких водоносних горизонтів.
Нара — дводомна рослина. Як чоловічі, так і жіночі екземпляри цвітуть світло-жовтими чи зеленуватими квітами; жіночі квіти відрізняються потовщенням зав'язі, яке розташоване в нижній частині квітки під пелюстками.
Плоди сягають розміру страусиного яйця і важать до 1 кг. Вони містять велику кількість води, а насіння багате на жири (близько 55 %) і білки (30 %). Плодами нара харчується велика кількість пустельних тварин — жирафи, антилопи орикс, носороги, шакали, гієни, а також різноманіття жуків. Розповсюдженню насіння нари сприяють в основному слони та їжатці, тому що вони, як правило, не пережовують насіння, яке згодом виходить разом з послідом непошкодженим. Дрібні гризуни з великою потребою в енергії, навпроти, дуже люблять багате на жири насіння нари і з'їдають його повністю, таким чином завдаючи рослині шкоду.

## Поширення та середовище існування
Ендемічна пустельна рослина, яка росте тільки в прибережній пустелі Наміб на південному заході Африки. Зарості можуть сягати 1500 м².

## Практичне використання
Нара — найширше розповсюджена рослина цих місць і становить харчову базу багатьох видів тварин, які інакше були б неспроможні вижити у пустелі. 
Як плоди, так і насіння нари їстівне і для людини; термін зберігання насіння можна збільшити шляхом висушування. Нара використовується в Намібії як лікарська рослина: проти шлункового болю, для прискорення загоювання поранень, а також як природний захисний засіб проти сонячного проміння.

## Галерея

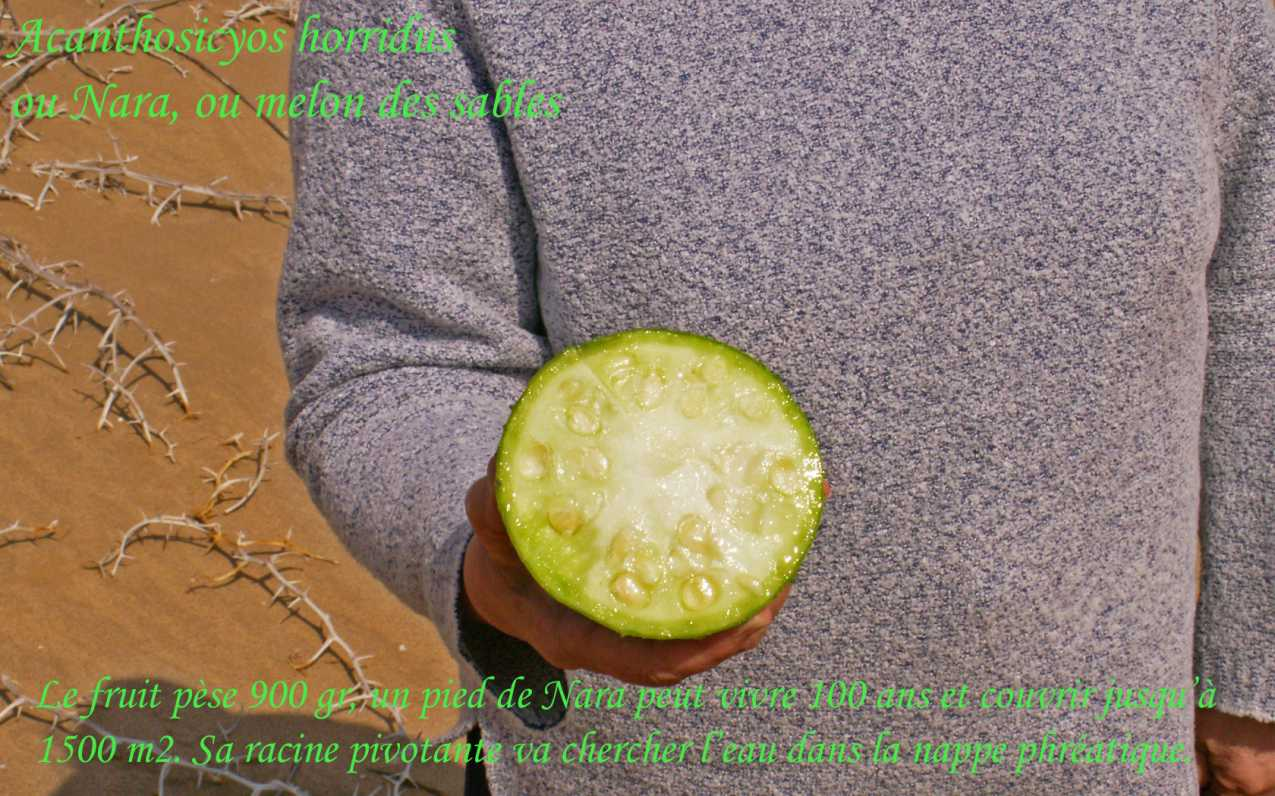
Нара в розрізі
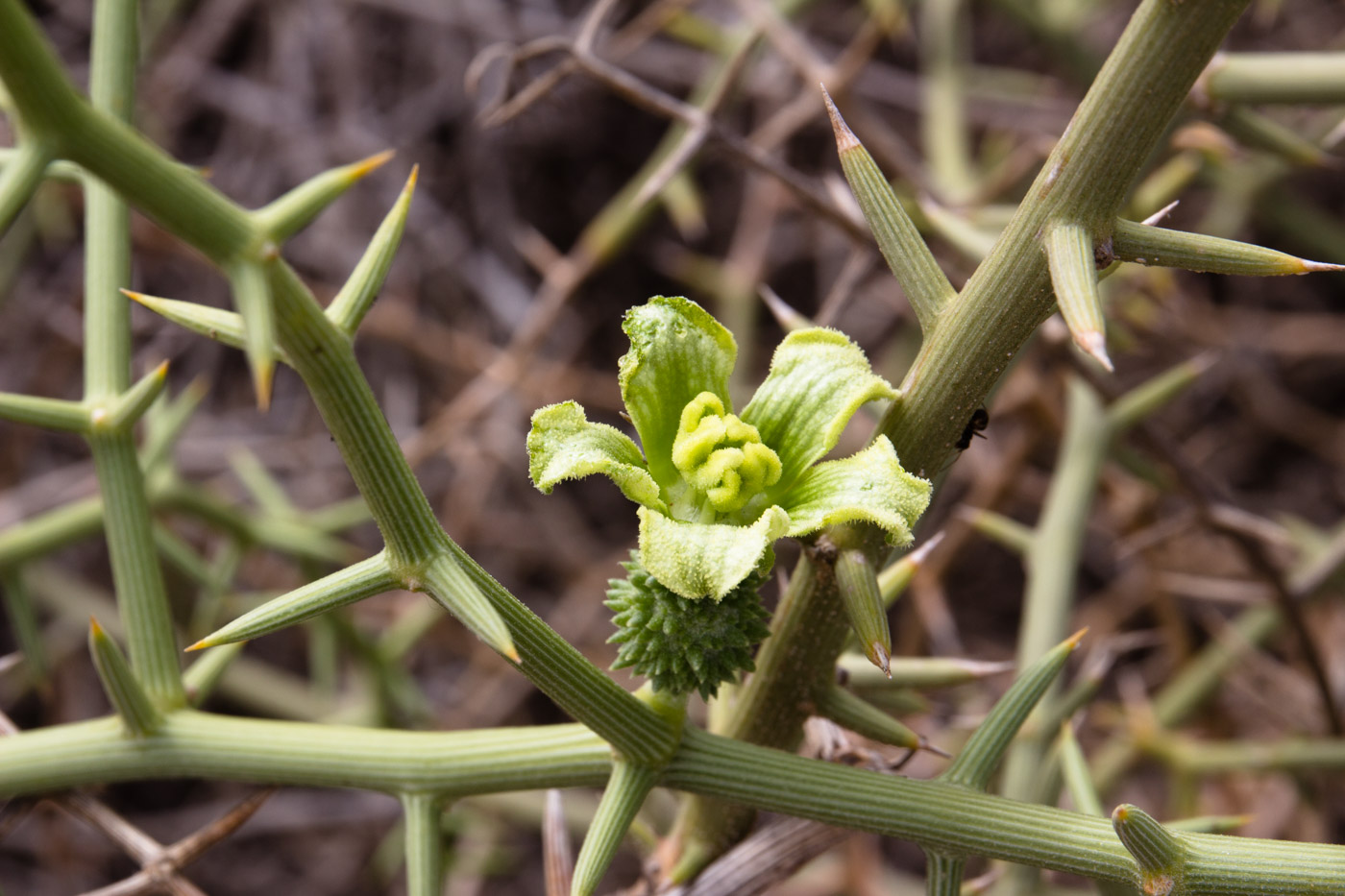
Квітка
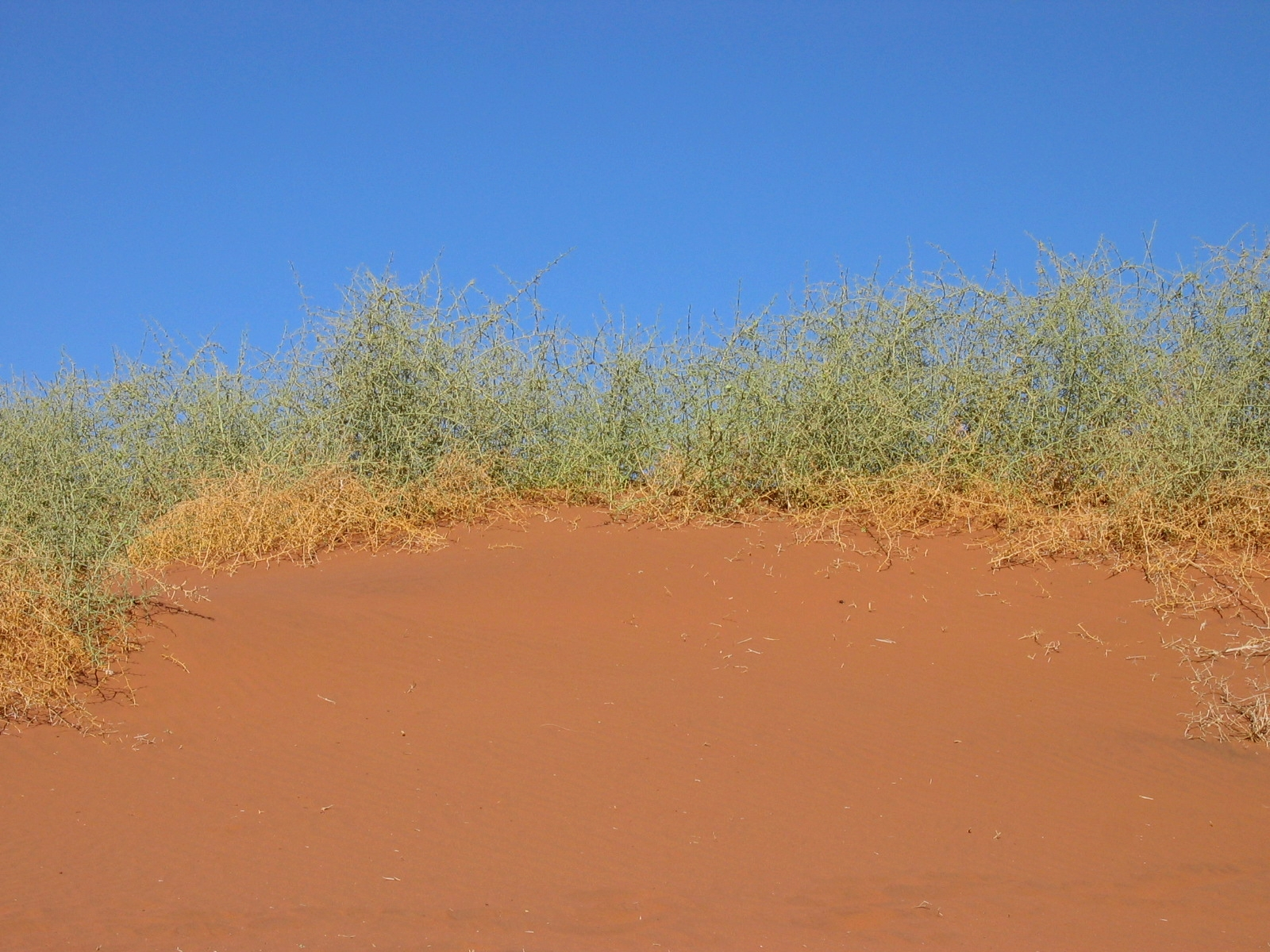
Зарості нари на піщаній дюні